# 盜墓 (小說)
盜墓是一部科幻小説，由香港科幻小説家倪匡所寫。講述外星人來到地球，太空船意外失事，卻發生一連串誤會，外星人屍體被政府用密室收藏起來，為了探知這個秘密，盜墓人使盡渾身解數，仍未查出真相，其舉動卻導致政府掩耳盜鈴，決定由情報官員執行滅口行動，除掉知道內情的人的故事。這個故事雖然是以美國內華達州神秘的51區為背景，然而其結果是世界共通的，對政府懼怕不明飛行物事件引起大眾的恐慌，以及為了掩蓋真相所做的努力，和隱藏在事件背後的陰謀論，有很深刻的描寫。

## 故事大綱

### 神秘錄音帶
衛斯理的好友齊白(CIBE)，從中東埃及的依伯昔衛寄了兩捲錄音帶給他，標題是一個古墓的探索經過，內容卻是一堆怪聲音和玻璃碎裂聲，衛斯理以為齊白沒事尋他開心。

### 神秘的狙擊
此時警方主任黃堂通知他，有人要跳樓自殺，衛斯理趕到一看，卻是兩個月前，與齊白一起去埃及盜古墓的業餘盜墓人-單思。一見到衛斯理，單(禪)思稱說有人要殺他。他作勢要跳樓。衛斯理將單思自高樓天台救下來後，卻親眼目睹單思被對面大廈的神秘狙擊手開槍射殺，為了找出單思的死因，以及隱藏在背後的陰謀，衛斯理前往埃及開羅，就教在開羅大學裡教授考古學的好友胡明。

### 盜墓人之王
在旅程飛機上，衛斯理卻遇到六個人，四男兩女，打算向他收購某個古物，衛斯理佯裝奇貨可居，卻被這些人識破根本不知情，引起哄堂大笑，衛斯理惱羞成怒，利用上廁所的時候，趁機將其中一人的皮夾偷到手，卻發現對方是美國太空總署的人員。未幾，六個人下機，衛斯理跟著他們出了機場後，卻跟丟了他們，只遇上來接機的胡明。後衛斯理在胡明的住所看新聞報導，在電視上卻看到這些人乘搭的小飛機墜機失事的消息。

### 會晤外星人
衛斯理透過胡明牽線，前往最偉大的盜墓人病毒的住所，打算問出兩個月前齊白盜的是什麼墓，病毒卻虛與委蛇，被趕走了。回到胡明住所後，衛斯理卻接到一個怪電話，要他前往東經和北緯二十九點四七度交叉處，他查看地圖，此處卻是一個沙子不斷旋轉的流沙井，連沙漠蜥蜴也不能在上面停留。衛斯理依言前往，卻落入流沙井下的神秘空間，黑暗中聽見外星人的聲音，外星人要求衛斯理從古墓中，盜出七十四具屍體。結果是出乎意料。

### 潛入軍事基地
衛斯理經由一個事先挖好的通道進入古墓中，卻有意外發現，在通道中他向前一直走，發現這個古墓是一個現代化的水泥建築，水泥通道旁還有一個巨大的抽風扇，他發現自己在一棟現代化的建築中，衛斯理退回通道入口，改成向上挖掘，頂開一個金屬蓋子，卻發現自己來到北美洲，而旁邊是一個軍事基地，也就是他剛才侵入的地方，原來外星人所說的古墓，與地球人所說的古墓定義不一致(外星人其實誤會了墓室的定義)。

### 齊白現身
看到軍事基地的探照燈，衛斯理走向前去，打算向人問路，結果被軍事基地基地衛兵喝斥，甚至放狼狗追趕，並且在灌木叢中，遇見了早先以為已經死去的齊白，原來齊白為了躲避美國太空署情報人員的追殺，結果躲在沙漠的地底下，像個土撥鼠一樣生活著，雙方交談中，衛斯理意外著了齊白的道，被打昏放在木箱中，當成貨物用漁船運回來。

### 再度潛入神祕通道
數星期後，衛斯理與白素再次侵入祕密通道，卻被當作外星人抓起來，衛斯理和白素兩人被隔離三天後，才釋放他們，因為怕他們身上帶有不明病毒。

### 三份絕密文件
他們被釋放後，遇見太空總署最高負責人泰豐將軍，衛斯理和白素翻閱三份絕密文件『氣化事件』、『小小事件』、『雙人事件』後才發現，這個沙漠中的軍事基地是當年飛碟意外墜落(洛斯威爾事件)後，才倉促建成的，目的是為了保管外星人的屍體，而主導整件滅口行動的，是太空總署的情報人員-胡非爾上校，而當日外星人的飛碟墜落之後，泰豐將軍授命胡非爾上校全權調查，原來美國太空總署，為了避免外星人來到地球的消息為世人知曉，而引起恐慌，決定掩耳盜鈴，將所有知情的人抹殺，而整個滅口行動，則是由胡非爾上校主導，他命令狙擊手從遠距離射殺了單思，原來胡非爾是第一批發現外星人飛碟的人，而當時一起行動的同伴，都被他用同樣的手法處決了。

### 唯有互相了解
胡非爾上校原本打算用同樣手法對付衛斯理，並要狙擊手(也就是與衛斯理在飛機上攀談的六個人之一)發現衛斯理如果知情就除掉他。衛斯理亦了解齊白當時盜墓行動進行時，為何精神崩潰，原來他發現外星人要他盜出來的，其實是外星人的屍體，而將儲放外星人屍體的玻璃盒一一敲碎(這就是錄音帶中玻璃碎裂聲的來源)。最後，衛斯理與美國總統，和泰豐將軍，以及政府部門幾位領導者開了一個會議，決定以後不再有任何滅口行動，以及地球人與外星人之間必須互相了解。外星人知道同伴屍體已不存在，也離去不再回來，整件事圓滿落幕。本故事亦曾經被改編成漫畫、電視劇。

## 故事角色
- 衛斯理 - 主角的作家。好管閒事的人
- 單思 - 業餘盜墓人。在衛斯理面前被槍殺。其兄植物學家單相曾出現在第二種人故事裡
- 齊白 - 現役盜墓高手。精明的盜墓人。其名字由四大古國(中國、印度、巴比倫、埃及)第一個字母拼成。世界各地都有他的部下。
- 病毒 - 史上最偉大的盜墓人。本名哲爾奮。與外星人接觸後接下任務。
- 胡明 - 衛斯理在埃及開羅的友人。提供衛斯理在埃及的住所。
- 麥可李 - 在飛機上與衛斯理接頭買賣古物的人。禿頭男子。與衛斯理接觸的六人小組領隊。隸屬太空總署。之後他與同伴搭乘的小飛機墜落在沙漠。被滅口。
- 羅伯悉脫 - 與衛斯理接觸的六人小組成員之一。隸屬太空總署。也是射殺單思的狙擊手。之後他與同伴搭乘的小飛機墜落在沙漠。被滅口。
- 亞倫中尉 - 參與墜落飛碟探索行動的青年軍官。被胡非爾滅口。
- 李沙摩夫中尉 - 參與墜落飛碟探索行動的軍中老兵。被胡非爾滅口。
- 胡非爾上校 - 太空總署情報軍官。參與墜落飛碟探索行動的情報人員。力主對外星人事件知情者的滅口行動。
- 泰豐將軍 - 太空總署的最高負責人。

## 作者想表達的想法
- 故事講述外星人來到地球，太空船意外失事，卻發生一連串誤會，外星人屍體被政府用密室收藏起來，為了探知這個秘密，盜墓人使盡渾身解數，仍未查出真相，其舉動卻導致美國政府掩耳盜鈴，決定由情報官員執行滅口行動，除掉所有知道內情的人。是一篇出人意表的故事。
- 這個故事雖然是以美國內華達州神秘的51區為背景，然而其結果是世界共通的，對政府懼怕不明飛行物事件引起大眾的恐慌，以及為了掩蓋真相所做的努力，和隱藏在事件背後的陰謀論，有很深刻的描寫。

## 漫畫
- 新加坡漫畫家黃展鳴於1999年2月8日發表了衛斯理《盜墓》漫畫
  - 出版社：台灣時報文化
  - 封面: http://addons.books.com.tw/G/0/0010070600.gif （页面存档备份，存于）

## 電視劇
- 無綫電視(TVB)《衛斯理》（The 'W' Files），香港無綫電視翡翠台劇集，於2003年6月2日首播，監製張乾文，八個故事共30集。《盜墓》為其中一個被改編的故事。故事背景則設定為1930年代的上海，角色和情節都與原著也較大的差異。
  - 羅嘉良 飾演 衛斯理
  - 蒙嘉慧 飾演 白素
  - 曾偉權 飾演 齊白

參見衛斯理 (2003年無綫電視劇集)
| 前任者： 047 第二種人 | 衛斯理系列（按編號） 048                               | 繼任者： 049 搜靈 |
| 前任者： 後備         | 衛斯理系列（按連載時序） 1981年6月23日至1981年11月26日 | 繼任者： 搜靈     |